# Zoarces
Zoarces és un gènere de peixos de la família dels Zoarcidae en l'ordre dels Perciformes.

## Taxonomia
- Zoarces americanus (Bloch and Schneider, 1801).
- Zoarces andriashevi Parin, Grigoryev & Karmóvskaia, 2005.
- Zoarces elongatus Kner, 1868.
- Zoarces fedorovi Chereshnev, Nazarkin & Chegodayeva, 2007.
- Zoarces gillii Jordan and Starks, 1905.
- Zoarces viviparus (Linnaeus, 1758).